# Вице-премьер-министр Украины
Вице-премьер-министр Украины (укр. Віцепрем'єр-міністр України) — член Правительства Украины - Кабинета министров Украины.

## Законодательный статус
Согласно статье 114 Конституции Украины, в состав - Кабинета министров Украины входят Премьер-министр Украины, Первый вице-премьер-министр, три вице-премьер-министра, министры.
Полномочия определяются Законом Украины "О Кабинете Министров Украины".

## Полномочия
У вице-премьер-министров есть определенные дополнительные полномочия, касающиеся работы Кабинета Министров и его взаимодействия с другими органами власти, а именно:
обеспечивает выполнение программы деятельности Кабинета министров;
обеспечивает подготовку вопросов для рассмотрения на заседаниях Кабинета Министров Украины, предварительно рассматривает и согласовывает проекты законов, актов Президента Украины, которые готовятся Кабинетом Министров Украины, и проекты соответствующих актов Кабинета Министров Украины, способствует согласованию позиций между членами Кабинета Министров Украины, вносит предложения по повестке дня заседаний Кабинета министров Украины;
обеспечивает взаимодействие Кабинета Министров Украины с Президентом Украины и Верховной Радой Украины по деятельности Кабинета Министров Украины, других органов исполнительной власти;
принимает участие в рассмотрении вопросов на заседаниях Кабинета Министров Украины, имеет право присутствовать на заседаниях Верховной Рады Украины и его органов, участвовать в работе органов власти;
по решению Кабинета Министров Украины осуществляет руководство консультативными, совещательными и другими вспомогательными органами, образуемыми Кабинетом Министров Украины;
представляет в установленном порядке Кабинет Министров Украины в отношениях с другими органами, предприятиями, учреждениями и организациями в Украине и за ее пределами;
ведет переговоры и подписывает международные договоры Украины в соответствии с предоставленными ему полномочиями.
В случае смерти или отсутствия Премьер-министра его обязанности до момента назначения нового состава Кабинета Министров исполняет Первый вице-премьер-министр или один из вице-премьер-министров. Также вице-премьер-министр может председательствовать на заседаниях Кабинета Министров в случае отсутствия или по поручению Премьер-министра.